# Cuchilla de Santa Ana
La cuchilla de Santa Ana es el ramal sudoriental de la Cuchilla Negra, en el noreste del departamento de Rivera, que marca el límite interior entre Uruguay y Brasil. En él se sigue el criterio de la divisoria de aguas, a excepción de la recta convencional en la ciudad de Rivera (Uruguay). Forma parte de la escarpa basáltica norte y de la penillanura sedimentaria. Cuenta con pendientes suaves, localmente pronunciadas en cerros chatos aislados. Supera los 280 m de altitud en su sector noroeste.
De la cuchilla Santa Ana se desprenden las cuchillas de Cuñapirú, de Yaguarí, de Hospital y de esta la cuchilla de Caraguatá.